# Lonicera cerasina
Lonicera cerasina är en kaprifolväxtart som beskrevs av Carl Maximowicz. Lonicera cerasina ingår i släktet tryar, och familjen kaprifolväxter. Inga underarter finns listade i Catalogue of Life.